# مزققة بوهيمية
مزققة بوهيمية (الاسم العلمي:Ascobolus bohemicus) هي نوع من الفطريات تتبع جنس المزققة من الفصيلة المزققية.